# Witloof Bay

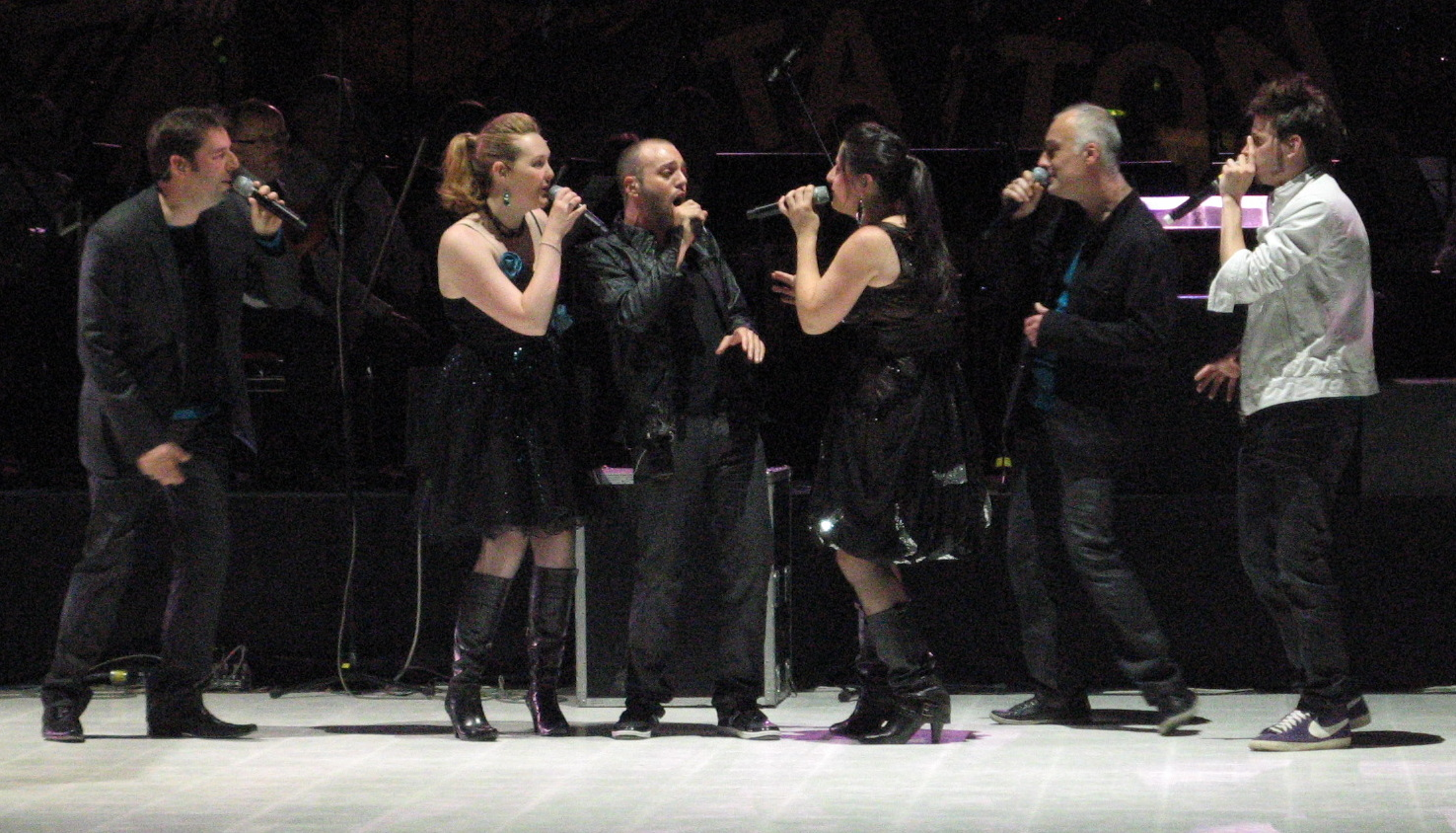
Witloof Bay som gästartister på en finlandssvensk sång- och musikstämma.

Witloof Bay är en belgisk musikensemble.
Den 12 februari 2011 vann Witloof Bay Belgiens nationella uttagning till Eurovision Song Contest och de kom därmed att bli Belgiens representanter vid Eurovision Song Contest 2011, där de kom att tävla med låten "With Love Baby", i Düsseldorf, Tyskland. Låten blev den andra i Eurovisionens historia som framfördes a cappella, det vill säga att det inte fanns någon bakgrundsmusik utan att medlemmarna själva formade ljuden i sången. De slogs ut redan i semifinalen, och går därmed inte till finalen. Finalplatsen var ändå inte alls så långt, skillnaden mellan den sista som gick vidare som var Moldavien blev endast 1 poäng. 

### Fotnoter
1. ↑  http://esctoday.com/news/read/16752